# Rewan Amin
Rewan Amin (Duhok, 8 januari 1996) is een Irakees-Nederlands voetballer die doorgaans speelt als middenvelder. In augustus 2024 verruilde hij Duhok SC voor Al Shorta. Amin maakte in 2022 zijn debuut in het Iraaks voetbalelftal.

## Clubcarrière
Amin werd geboren in Irak en toen hij drie was verhuisde zijn familie naar Leeuwarden. Hierna speelde hij in de jeugd van LAC Frisia 1883 en in 2008 kwam de middenvelder in de jeugdopleiding van sc Heerenveen terecht. Amin had in 2013 de kans om te vertrekken naar de opleiding van Arsenal, maar deze overgang wees de jeugdspeler af. Aan het einde van het seizoen 2015/16, waarin hij vier keer zonder invalbeurt op de reservebank bij het eerste elftal had gezeten, kreeg hij een contractverlening van één seizoen. Het seizoen erop leverde twee reserveplekken op maar opnieuw geen speeltijd, waarop hij de club transfervrij mocht verlaten. In februari 2017 trok Amin naar het Zweedse Dalkurd, waar hij zijn handtekening zette onder een verbintenis voor de duur van drie seizoenen. In zijn eerste jaar bij die club promoveerde Dalkurd uit de Superettan naar de Allsvenskan. Hierop kreeg hij een contractverlenging tot eind 2021. Halverwege het seizoen 2018 nam Östersunds FK de middenvelder over voor een recordbedrag en gaf hem een contract tot en met december 2021. Na afloop van deze verbintenis keerde Amin transfervrij terug naar Dalkurd. In februari 2023 keerde Amin terug naar zijn geboorteland Irak, waar hij voor Duhok SC ging spelen. Binnen Irak verhuisde hij anderhalf jaar later naar Al Shorta.

## Clubstatistieken
| Seizoen | Club          | Competitie  | Competitie | Competitie | Beker | Beker | Internationaal | Internationaal | Totaal | Totaal |
| Seizoen | Club          | Competitie  | Wed.       | Dlp.       | Wed.  | Dlp.  | Wed.           | Dlp.           | Wed.   | Dlp.   |
| ------- | ------------- | ----------- | ---------- | ---------- | ----- | ----- | -------------- | -------------- | ------ | ------ |
| 2015/16 | sc Heerenveen | Eredivisie  | 0          | 0          | 0     | 0     | —              | —              | 0      | 0      |
| 2016/17 | sc Heerenveen | Eredivisie  | 0          | 0          | 0     | 0     | —              | —              | 0      | 0      |
| 2017    | Dalkurd       | Superettan  | 28         | 0          | 2     | 0     | —              | —              | 30     | 0      |
| 2018    | Dalkurd       | Allsvenskan | 15         | 0          | 3     | 0     | —              | —              | 18     | 0      |
| 2018    | Östersunds FK | Allsvenskan | 12         | 0          | 0     | 0     | —              | —              | 0      | 0      |
| 2019    | Östersunds FK | Allsvenskan | 23         | 0          | 3     | 0     | —              | —              | 26     | 0      |
| 2020    | Östersunds FK | Allsvenskan | 15         | 1          | 3     | 0     | —              | —              | 18     | 1      |
| 2021    | Östersunds FK | Allsvenskan | 0          | 0          | 0     | 0     | —              | —              | 0      | 0      |
| 2022    | Dalkurd       | Superettan  | 10         | 0          | 0     | 0     | —              | —              | 10     | 0      |
| Totaal  | Totaal        | Totaal      | 103        | 1          | 12    | 0     | 0              | 0              | 115    | 1      |

Bijgewerkt op 6 augustus 2024.

## Interlandcarrière
Amin maakte op 26 september 2022 zijn debuut in het Irakees voetbalelftal in een oefeninterland tegen Syrië. Door een doelpunt van Aymen Hussein werd met 1–0 gewonnen. Amin moest van bondscoach Radhi Shnaishil op de reservebank beginnen en hij mocht in de slotfase invallen voor Amir Al-Ammari. De andere Irakese debutanten dit duel waren Abbas Mohamad (eveneens Dalkurd FF) en Zaid Tahseen (Al-Talaba).
| Interlands van Rewan Amin voor Irak | Interlands van Rewan Amin voor Irak | Interlands van Rewan Amin voor Irak | Interlands van Rewan Amin voor Irak | Interlands van Rewan Amin voor Irak | Interlands van Rewan Amin voor Irak | Interlands van Rewan Amin voor Irak |
| №                                   | Datum                               | Wedstrijd                           | Uitslag                             | Competitie                          | Goals                               |                                     |
| Als speler bij Dalkurd FF           | Als speler bij Dalkurd FF           | Als speler bij Dalkurd FF           | Als speler bij Dalkurd FF           | Als speler bij Dalkurd FF           | Als speler bij Dalkurd FF           | Als speler bij Dalkurd FF           |
| ----------------------------------- | ----------------------------------- | ----------------------------------- | ----------------------------------- | ----------------------------------- | ----------------------------------- | ----------------------------------- |
| 1                                   | 26 september 2022                   | Irak – Syrië                        | 1 – 0                               | Vriendschappelijk                   |                                     |                                     |
| 2                                   | 30 december 2022                    | Irak – Koeweit                      | 1 – 0                               | Vriendschappelijk                   |                                     |                                     |
| 3                                   | 6 januari 2023                      | Irak – Oman                         | 0 – 0                               | Golf Cup 2023                       |                                     |                                     |
| 4                                   | 12 januari 2023                     | Irak – Jemen                        | 5 – 0                               | Golf Cup 2023                       |                                     |                                     |
| 5                                   | 19 januari 2023                     | Irak – Oman                         | 3 – 2 n.v.                          | Golf Cup 2023                       |                                     |                                     |

Bijgewerkt op 6 augustus 2024.